# William Michael Berry
Pour les articles homonymes, voir Berry (homonymie) et Michael Berry.
William Michael Berry (18 mai 1911, Merthyr Tydfil - 3 avril 2001, Londres), baron Hartwell (en), 3e vicomte Camrose (en), est un homme de presse et politique britannique.

## Biographie
Second fils de William Berry (1er vicomte Camrose), il suit ses études à Eton College et à Christ Church.
Michael Berry succède à son frère Seymour Berry (2e vicomte Camrose) en tant que président et rédacteur en chef du Daily Telegraph et du Sunday Telegraph. Il reste à ce poste jusqu'à la prise de contrôle par Conrad Black en 1986. Il est également le bailleur de fonds derrière la révision légendaire arts, X (magazine) (en). 
Il est un ami de Randolph Churchill, et Neville Chamberlain croyait qu'il était responsable de certaines des critiques du Premier ministre qui ont paru dans le Daily Telegraph.
Berry reçoit une pairie à vie en tant que "baron Hartwell", de Peterborough Court dans la ville de Londres, en 1968.
Marié avec Lady Pamela Smith, fille du Lord Chancelier F.E. Smith, 1er comte de Birkenhead, il est le père d'Adrian Berry (4e vicomte Camrose) et de Nicholas (William) Berry (époux d'Évelyne Prouvost). À la mort de son frère en 1995, il hérite des titres de 3e vicomte Camrose et 3e baron Camrose, mais y renonce immédiatement.